# Them Again
Them Again es el segundo y último álbum de estudio de la banda norirlandesa de rock Them con Van Morrison, publicado en 1966.
El álbum incluye tres composiciones del productor Tommy Scott. Dos de las composiciones de Van Morrison", "My Lonely Sad Eyes" y "Hey Girl", suponen dos precursores inmediatos de la temática a desarrollar por Van Morrison durante su carrera musical en solitario, y en particular, en Astral Weeks, publicado en 1968.

## Lista de canciones

### Edición británica
| Cara A 1. "Could You Would You" (Van Morrison) – 3:15 2. "Something You Got" (Chris Kenner) – 2:36 3. "Call My Name" (Tommy Scott) – 2:23 4. "Turn On Your Love Light" (Deadric Malone/Joseph Wade Scott) – 2:18 5. "I Put a Spell on You" (Screamin' Jay Hawkins) – 2:40 6. "I Can Only Give You Everything" (Mike Coulter/Tommy Scott) – 2:43 7. "My Lonely Sad Eyes" (Van Morrison) – 2:27 8. "I Got a Woman" (Ray Charles/Renald Richard) – 3:16 | Cara B 1. "Out of Sight" (James Brown/Ted Wright) – 2:26 2. "It's All Over Now, Baby Blue" (Bob Dylan) – 3:52 3. "Bad Or Good" (Van Morrison) – 2:09 4. "How Long Baby" (M.Gillon) – 3:41 5. "Hello Josephine" (Dave Bartholomew/Fats Domino) – 2:06 6. "Don't You Know" (Tommy Scott) – 2:26 7. "Hey Girl" (Van Morrison) – 2:59 8. "Bring 'Em On In" (Van Morrison) – 3:46 |

### Edición estadounidense
| Cara A 1. "Could You Would You" (Van Morrison) – 3:13 2. "Something You Got" (Chris Kenner) – 2:35 3. "Call My Name" (Tommy Scott) – 2:22 4. "Turn On Your Love Light" (Deadric Malone/Joseph Wade Scott) – 2:22 5. "I Can Only Give You Everything" (Mike Coulter/Tommy Scott) – 2:43 6. "My Lonely Sad Eyes" (Van Morrison) – 2:31 | Cara B 1. "Out of Sight" (James Brown, Ted Wright) – 2:24 2. "It's All Over Now, Baby Blue" (Bob Dylan) – 3:50 3. "Bad Or Good" (Van Morrison) – 2:09 4. "How Long Baby" (M.Gillon) – 3:40 5. "Don't You Know" (Tommy Scott) – 2:26 6. "Bring Em On In" (Van Morrison) – 3:45 |

## Musicos
- Van Morrison: voz
- Jim Armstrong: guitarra eléctrica
- Alan Henderson: bajo
- Ray Elliott: órganos, flauta, saxofón y vibráfono
- John Wilson: batería